# Бобров (Ростовская область)
Бобров — хутор в Красносулинском районе Ростовской области.
Входит в состав Киселевского сельского поселения.

## География
Хутор находится у границы с Украиной, на реке Бургуста

### Улицы
- ул. Бургустинская,
- ул. Степная,
- ул. Школьная,
- ул. Южная.

## Население
| 2010 |
| ---- |
| 209  |